# 別列斯拉夫卡 (烏克蘭)
47°53′34″N 32°17′25″E / 47.89278°N 32.29028°E
別列斯拉夫卡（烏克蘭語：Береславка），原名亚尼夫卡（Янівка）或亚诺夫卡（俄语：Яновка），是烏克蘭的一个村庄，位於該國中部基洛夫格勒州，由克罗皮夫尼茨基区克特里萨尼夫卡市镇負責管轄，面積0.64平方公里，海拔高度102米，2001年人口139，人口密度每平方公里218.9人。
苏联领导人列夫·托洛茨基和他的妹妹奥莉加·加米涅娃出生于此。